# Antropologia de la religió
Antropologia de la religió  és una branca de l'antropologia que estudia l'origen, desenvolupament i evolució, dels fenòmens religiosos en les diferents societats i grups humans.

## Definició de religió
A partir de la definició d'un concepte ha de tenir en compte que s'ha arribat a aquesta definició partint d'innombrables dades i casos particulars. Tot i tenir el defecte d'incloure en la mateixa la visió o interpretació de qui estudia les dades, la definició com a punt de partida per a una explicació constitueix la segona part d'un procés inductiu-deductiu.
La religió, per la seva universalitat i evolució a través dels temps i cultures, és un concepte de molt difícil definició. Es pot dir que hi ha tantes definicions com estudiosos del fenomen religiós. Però podem agrupar en tres categories: històriques, teològic-filosòfiques i antropològiques.
En el primer grup tenim interpretacions de la religió com a explicació racional dels misteris de la naturalesa, és la religió animista, també s'ha vist en el religiós una forma de controlar els fenòmens a través de la màgia, o com a resposta als sentiments de soledat davant els fenòmens de la naturalesa o el misteri de la mort. Durkheim concep la religió com inseparable de l'organització social-totemisme-. Cada època o entorn sociocultural fa un enfocament conceptual diferent del terme religió. Per a la cultura occidental hi ha religions politeistes i religions monoteistes o "de llibre", per al·lusió a que s'ha recollit en escriptures els dogmes de fe i de la moral.
Entre les definicions teològic-filosòfiques tenim a una llarga llista de filòsofs, teòlegs i estudiosos que enfoquen la religió de manera essencialista. Tracten de definir el religiós pel seu contingut, els seus dogmes. La religió com a sistema de creences. Però aquest tipus de definició en no arribar a explicar conceptes com el sagrat, el misteri o l'absolut deixen la porta oberta a un altre tipus d'explicacions.
Les definicions antropològiques són funcionalistes, es fixen en l'acció, l'estructura social i els aspectes pragmàtics. Davant l'essencialisme del sagrat i el profà com a explicació del món, s'oposen la interpretació de les creences i ritus com a elements actius de control, o la religió com una estructura social.
En els pobles primitius, la religió constitueix el principal entramat social que ofereix estabilitat i afany de supervivència al grup a través del mite. Aquests grups se senten descendents d'un déu, semidéu o heroi i amb una comesa místic (ritus).
En les societats modernes, la religió ha perdut importància en aquestes funcions. Ja no representa l'única forma de moral, en desenvolupar el Dret, i les institucions de l'Estat tenen gran part de les funcions que tradicionalment venia realitzant la religió.
Les funcions més elementals de la vida religiosa es poden resumir en aquestes:
- Cosmovisió o interpretació del món: origen, sentit, destinació, salvació ...
- Estabilitat social, dirigida al grup com a tal, a través de la sacralització de la família i el treball, de la moral i l'autoritat, institucions, ritus de pas i de sacrifici, etc.
- Funció econòmica i de control. Aparició del capitalisme.[5]
- Funció psicològica, d'estabilitat emocional, dirigida a l'individu: sentit a la vida, salvació individual mitjançant la gràcia, integració en la comunitat celeste mitjançant la salvació.

En la definició nominal tampoc hi ha acord entre els estudiosos d'aquest camp. Uns la fan derivar de la paraula llatina religere en el sentit de preocupació, de prestar atenció, de pràctica intimista; del terme relegere com a activitat social i legal pertanyent al públic i l'esfera de l'Estat; i de religere com lligam i unió amb la divinitat a través de la moral (S. Agustí).

## Breus notes sobre l'evolució del concepte de religió
El món romà concep la devoció als déus com un sistema de prestació-contraprestació, com un culte públic i privat. Per això, la relació legal amb els déus donarà una gran rellevància al dret a la teologia escolàstica medieval.
En l'evolució de la religió romana s'observen tres etapes clares:
1. Periódico itàlic, en què predominen les divinitats indígenes.
2. Període hel·lènic. Després del contacte amb el món hel·lenístic, l'esperit de pietat ingènua dona pas a una religiositat filosòfica i formal.
3. Període oriental en què es busca la felicitat i una vida eterna segura a través de ritus mistèrics: Dionís, Demèter, Cibeles, Isis, Osiris i Mitra, entre d'altres.[8]

En el món medieval conviuen les restes de la religiositat romana sota la forma d'elements màgics: pocions, conjurs, encanteris, etc., Amb la religiositat cristiana que va fent calar seu pensament religiosos a les noves societats recent cristianitzades. D'aquí sorgeix el fenomen de la religiositat popular en contraposició al de religiositat oficial.
Durant el Renaixement s'inicia la separació entre teologia i religió. En posar de moda la mitologia clàssica apareix un element de referència davant de l'absolutisme teològic medieval. G. Boccaccio escriu una Genealogia dels déus (1360).
La il·lustració sotmetrà a la religió als "límits de la raó" (Kant). Es tradueixen textos religiosos d'altres cultures, apareix el deisme, els diccionaris enciclopèdics, la crítica als textos bíblics, es combat la superstició i s'ataca el poder de l'Església. La filosofia empirista (Hume) posarà en dubte els principis de la filosofia tradicional com el de la causalitat.
La interpretació de la religió pren un rumb inesperat en el s. XIX amb els treballs de Comte, Darwin i Freud. Aquest últim considera el concepte de Déu com la màxima creació cultural per dotar la Humanitat d'un pare que ha d'aparellar de manera natural amb la mare-terra;

## Enfocaments conceptual i funcionalista (què és i per què)
Les interpretacions clàssiques del que és religió fan èmfasi en els conceptes essencials-visions essencialistes-del fenomen religiós: el diví o sagrat, el misteri, la força vital, el Tao, el raja, etc. Totes aquestes definicions o interpretacions del fet religiós descansen en dos conceptes generals acceptats pels representants d'aquest enfocament substantivada: les creences i els rituals. És a dir, que els fets religiosos que pateixen d'algun d'aquests dos elements no s'haurien d'incloure en la categoria de fenomen religiós. Un sistema de creences sense una estructura ritual no és pròpiament un fenomen religiós. I, així mateix, una acció ritualitzada que no va dirigida a algun tipus d'entitat suprahumà no és un ritu en el sentit religiós. Per exemple: fumar, les diferents formes de protocol, els costums socials, algunes pràctiques i tècniques ioguis. És possible parlar d'una sacralitat sense Déu com s'ha interpretat el budisme?. Estarien algunes pràctiques budistes en el límit del concepte de religió?
Per tot això, cal delimitar el terme religió per no acabar incloent en aquesta categoria els fenòmens psicològics, màgics o actuacions terapèutiques. Seria un error epistemològic considerar l'acupuntura, el tai-txi, el Logos grec o el Ser parmenidi com conceptes religiosos encara que coincideixin seus atributs amb alguns dels assignats al déu cristià, o al Dalai Lama com el Fill de Déu cristià, oa la Ilíada i l'Odissea com llibres sagrats tot i el seu alt contingut religiós, oa alguns filòsofs grecs com a creadors de sectes religioses.
El principal escull amb què es troba aquest enfocament essencialista o conceptual del fet religiós és que no es pot definir amb claredat termes com divinitat, el sagrat, el misteri o el més enllà. D'aquesta manera ens trobem de tornada al començament de la recerca: com definim l'essencial del fenomen religiós per saber si una acció és religiosa o no.
Les interpretacions funcionalistes no es pregunten "què és el religiós" sinó el "per què", quin és l'objectiu del fet religiós.
El principi darwinistes que la funció crea l'òrgan, fa preguntar als sociòlegs de la religió si la finalitat no serà al començament del procés religiós. Si hi ha una necessitat d'explicació del món, del més enllà, sorgirà la resposta cultural idònia a aquesta inquietud bàsica.; ve a dir que la integració és la funció de la religió i, al revés, sempre que passi algun tipus d'integració ens trobem davant d'un fenomen religiós. En el mateix sentit van les opinions de Talcott Parsons, C. Geertz, Malinovski, entre d'altres funcionalistes. Si parlem d'integració de l'individu en una societat atemporal o extramundana tindria ple sentit aplicar el terme religiós. Però si ho apliquem als actes d'integració social, aleshores hauríem d'incloure en el religiós als ateus i tota acció social. El concepte de religió es torna inflacionista i arribaria a identificar-se amb societat. Algunes formes religioses situen molt propers l'Estat/grup i el sagrat (totemisme i religió romana, per exemple), ja que consideren el grup-no als individus-hereu del carisma dels seus déus.
Seria el cas dels líders religiosos que, al prometre la salvació o un paradís celeste, quedarien inclosos en la categoria de "religiosos", tot i que en la definició conceptualista no ho serien per no tenir rituals i moltes vegades de creences, ja que basen tota la seva activitat espiritual en el seu propi carisma. Els líders religiosos com més carismàtics són, menys utilització fan dels recursos del ritual i de les creences. Haurien de considerar-religiosos en el sentit funcionalista, per oferir una salvació ultraterrena als seus seguidors. Aquestes solucions salvífiques quedaran plasmades més tard en forma de text i de rituals evocatius de les accions i miracles del líder. Així doncs, la religió està en germen en els moviments carismàtics, i en ple desenvolupament al fixar el dogma i creences en forma de text normatiu.

## Etnocentrisme en la teoria social de la religió
Quan es recorre a una definició el que es busca és acotar i limitar el terreny a base de conceptes clars i diferents com diria Descartes. Una definició funcionalista és maximalista en considerar la teoria de la religió com una part de la teoria social. La religió es converteix així en una cosa pràctic. Si prenem una definició molt general del fet religiós, caiem en l'error de considerar religiós qualsevol fenomen de caràcter espiritual o terapèutic com va passar amb l'acupuntura o com alguns artistes que atribueixen la seva genialitat a una influència divina.
Si adoptem una definició partint de l'estudi de grups petits o de comunitats que no representen la majoria del grup social, no aconseguirem una visió completa del fenomen religiós. El treball de camp s'ha de fer sobre tot el grup social considerant tant els grups majoritaris com les minories i l'evolució-diacronia-de les idees religioses en paral·lel als canvis socials.
Però el problema més greu per a una teoria social de la religió no és l'amplitud del camp a observar sinó el punt de partida. S'ha elaborat una teoria de la religió partint d'una religió donada: el cristianisme, i en una societat donada, l'occidental. Aquest punt de partida defectuós està condicionant en gran manera una interpretació neutra del fenomen religiós com veiem actualment amb la categorització de sectes que s'aplica a tot moviment religiós que dissenteixi de l'ortodòxia cristiana.
El concepte de religió sorgeix com una generalització i exportació de trets del cristianisme occidental a altres fenòmens espirituals i socials similars en altres societats, el que comporta el prejudici etnocentrista típic dels començaments de l'antropologia com a ciència social. D'aquesta manera, no es concep una definició de religió que no inclogui al cristianisme. Cristianisme i occident són conceptes inseparables. En aplicar el concepte occidental de religiositat a les estructures socials de pobles primitius o d'orient entrem en la paradoxa que la religiositat oriental, confucionisme, budisme, hinduisme, jainisme i simpto, no constitueixen pròpiament religions sinó sistemes morals, saviesa sobre la vida i tècniques d'interiorització.;
Tot concepte de religió ha almenys complir el requisit d'englobar les formes religioses d'orient i d'occident.;
Els principals conceptes per a l'estudi de la fenomenologia de la religió com a església, secta, religiositat popular davant religiositat oficial, líder carismàtic (messianisme), pràctica simbòlica (ritus), ideologia religiosa (dogmes), procedeixen d'una experiència històrica determinada, d'una tradició cristiana i no són exportables a altres formes de religiositat o d'espiritualitat. Per fer una aproximació neutra a la religiositat primitiva o al pensament oriental s'han d'entendre aquests conceptes dins del context de la cultura social del grup al qual pertanyen. La generalització, en un tema tan complex com aquest, és el major enemic d'aquesta veracitat a la qual ha d'aspirar qualsevol estudiós del fenomen religiós. Així per exemple, els conceptes de raja, màgia, chi, energia universal o mestre no coincideixen amb els seus homòlegs occidentals de divinitat, pregària, Déu o Fill de Déu. La idea messiànica que tanca el concepte de Fill de Déu, com salvador únic o renovador de l'ordre establert ens arriba a través del judaisme. No es pot aplicar aquest concepte a la idea que en orient es té del mestre espiritual o del mahatma.
A manera d'aternativa a l'etnocentrisme la veiem a; quan separa llenguatge religiós del llenguatge teològic. Cal tenir en compte que el llenguatge religiós és la manifestació simbòlica d'una ideologia religiosa. Quan es pren una paraula (= concepte) del llenguatge de la vida quotidiana i s'aplica a un concepte teològic, cal tenir en compte que li hem donat una càrrega semàntica extra. La religió, separada així de la teologia amb la qual no té res a veure, permet apropar-nos al fenomen religiós des d'un plantejament neutre. La teologia és un discurs sobre Déu, mentre que la religió és una actitud, una creença, una oració. Un teòleg és un gramàtic del llenguatge religiós. Les metafísiques serveixen de molt però no diuen res.;. El llenguatge de la teologia sense l'experiència del fet religiós es torna buit.
Un altre intent dels estudiosos empiristes del fenomen religiós per trobar un concepte religiós que inclogui Orient i Occident és reduir el concepte de religió a un comportament moral en el sentit d'estil de vida o de comportament ètic. Altres autors redueixen el religiós a la funció psicològica; dels mites incloent la religió en el camp emocional.
Ja que resulta tan difícil definir el que s'entén per religió seria millor prescindir d'aquest terme i referir-se a la religió com "fenomenologia de la religió" o "fenomen religiós".